# イグアス国立公園 (ブラジル)
ブラジルのイグアス国立公園は、パラナ州にある1939年に設定された国立公園である。イグアスの滝があることで知られるが、滝はアルゼンチンにもまたがっているので、アルゼンチン国内にも「イグアス国立公園」が存在する。特にオウギワシ、カオグロナキシャクケイ、ズグロトラフサギなどの鳥類およびオオカワウソ、オオアリクイ、ジャガー、ジャガーネコ、ピューマ、マーゲイ、ジャガランディ、アメリカバク、ヤブイヌ、ナナマザマ、Steindachneridion属、ピラカンジュバなどの野生生物が多く生息し、5種の森林と生物系が同じ国立公園内に同居する世界的にも珍しい場所になっている。

## 世界遺産
1986年にユネスコの世界遺産に登録された。アルゼンチンのイグアス国立公園は既に1984年に登録されていたが、それの拡大登録ではなく、別の物件として扱われている。なお、公用語の違いから「イグアス」の綴りが異なるので（ブラジルは "Iguaçu"、アルゼンチンは "Iguazú" ）、「ブラジルの」「アルゼンチンの」といった言葉は登録名称に含まれていない。

### 登録基準
この世界遺産は世界遺産登録基準のうち、以下の条件を満たし、登録された（以下の基準は世界遺産センター公表の登録基準からの翻訳、引用である）。
- (7) ひときわすぐれた自然美及び美的な重要性をもつ最高の自然現象または地域を含むもの。
- (10) 生物多様性の本来的保全にとって、もっとも重要かつ意義深い自然生息地を含んでいるもの。これには科学上または保全上の観点から、すぐれて普遍的価値を持つ絶滅の恐れのある種の生息地などが含まれる。

### 危機遺産登録
1999年に「危機遺産リスト」に加えられた。理由は国立公園内での道路建設計画が環境悪化に結びつくと懸念されたことなどによる。道路の封鎖などの対処がなされたことにより、2001年に危機遺産リストから除外された。